# Italian Hockey League 2021/22
Die Saison 2021/22 der italienischen Eishockeymeisterschaft wird die fünfte unter dem Namen Italian Hockey League (IHL).
Die oberste Stufe bildete die IHL Serie A mit sieben Mannschaften, die gleichzeitig an der internationalen Alps Hockey League teilnehmen. Darunter wird die eigentliche Italian Hockey League (ehemals Serie B) ausgetragen. umfasste zu Saisonbeginn zehn Clubs. Die dritte Spielstufe bildete die Italian Hockey League Division I (ehemals Serie C).

## IHL Serie A

### Teilnehmer
Da der HC Pustertal in die ICE Hockey League wechselte, wurde der HC Meran als neues Mitglied in die Liga aufgenommen. Der HC Meran wurde 2021 Vizemeister der IHL, erhielt vom italienischen Verband FISG jedoch eine Wildcard für die Alps Hockey League und damit auch für die IHL Serie A.
| Club                             | Region            | Stadt                 | Stadion                             | Kapazität |
| -------------------------------- | ----------------- | --------------------- | ----------------------------------- | --------- |
| SG Cortina                       | Venetien          | Cortina d’Ampezzo     | Stadio Olimpico del Ghiaccio        | 2.700     |
| HC Meran                         | Trentino-Südtirol | Meran                 | MeranArena                          | 3.000     |
| WSV Sterzing Broncos             | Trentino-Südtirol | Sterzing              | Weihenstephan Arena                 | 1.700     |
| Asiago Hockey (Titelverteidiger) | Venetien          | Asiago                | Pala Hodegart                       | 3.000     |
| HC Fassa                         | Trentino-Südtirol | Alba di Canazei       | Stadio del Ghiaccio Gianmario Scola | 3.500     |
| Ritten Sport                     | Trentino-Südtirol | Klobenstein           | Arena Ritten                        | 1.200     |
| HC Gherdëina                     | Trentino-Südtirol | Wolkenstein in Gröden | Pranives                            | 2.000     |

### Hauptrunde
Als Hauptrunde zählten die Spiele der italienischen Mannschaften untereinander während der Hauptrunde der AlpsHL. Die besten vier Mannschaften qualifizierten sich für die Playoffs um die italienische Meisterschaft.
|    |                      | Sp | S | OTS | OTN | N | Tore  | Pkt. |
| -- | -------------------- | -- | - | --- | --- | - | ----- | ---- |
| 1. | Asiago Hockey        | 12 | 9 | 0   | 0   | 3 | 48:22 | 27   |
| 2. | Ritten Sport         | 12 | 8 | 1   | 0   | 3 | 45:29 | 26   |
| 3. | HC Gherdëina         | 12 | 6 | 0   | 1   | 5 | 35:40 | 19   |
| 4. | SG Cortina           | 12 | 4 | 2   | 0   | 6 | 38:34 | 16   |
| 5. | HC Meran             | 12 | 5 | 0   | 1   | 6 | 28:43 | 16   |
| 6. | HC Fassa             | 12 | 4 | 0   | 1   | 7 | 40:44 | 13   |
| 7. | WSV Sterzing Broncos | 12 | 3 | 0   | 0   | 9 | 24:46 | 9    |

Abkürzungen: Sp. = Spiele, S = Siege, OTS = Siege nach Verlängerung, OTN = Niederlagen nach Verlängerung, N = Niederlagen, Pkt = Punkte

Erläuterungen: Qualifikation für die Playoffs

## Italian Hockey League

### Teilnehmer
AHC Toblach als Meister der Division 1 nahm die Aufstiegsmöglichkeit wahr. Der im Vorjahr pausierende HC ValpEagle kehrte wie Hockey Como, der sich im Oktober 2020 zurückgezogen hatte, in die Liga zurück. Der Vize-Meister HC Meran erhielt eine Wild Card für die IHL Serie A, womit die Liga mit elf Mannschaften startet.
- Alleghe Hockey
- HC Falcons Brixen
- Hockey Como
- HC Eppan Pirates
- Valdifiemme HC
- SV Kaltern (Titelverteidiger)
- AS Hockey Pergine
- AHC Toblach (Aufsteiger)
- HC ValpEagle (zuletzt pausiert)
- HC Varese
- Hockey Unterland

## IHL Division I

### Teilnehmer
Für die Division I haben elf Mannschaften gemeldet:
- AHC Vinschgau/Val Venosta Eisfix
- HC Pinè
- HC Cadore
- Real Torino HC
- HC Bolzano/Trento
- HC Milano Bears
- HC Valpellice Bulldogs
- HC Feltreghiaccio (pausiert)
- HC Chiavenna (pausiert)
- HC Aosta Gladiators (pausiert)
- HC Old Boys Milano (neu)